# Pinta (wyspa)
Pinta (ang. Abingdon) – wyspa wulkaniczna w archipelagu Galapagos, należącym do Ekwadoru. 

## Nazwa
Jej oficjalna ekwadorska nazwa pochodzi od karaweli uczestniczącej w wyprawie Kolumba, angielska nazwa upamiętnia hrabiego Abingdon.

## Warunki naturalne
Pinta, jak wszystkie wyspy archipelagu, jest pochodzenia wulkanicznego. Tworzy ją wulkan tarczowy Pinta (780 m n.p.m.) – najdalej na północ wysunięty aktywny wulkan archipelagu. Na wyspie występują geologicznie młode stożki i potoki lawowe. Potoki lawowe w południowo-wschodniej i północnej części pochodzą najprawdopodobniej z erupcji sprzed kilku tysięcy lub kilkuset lat. Ostatnia erupcja Pinty została odnotowana w 1928 roku.   
Na wyspie nie ma miejsc dostępnych dla turystów; w jednym miejscu w pobliżu północnego przylądka wyspy dopuszczone jest nurkowanie.

## Fauna

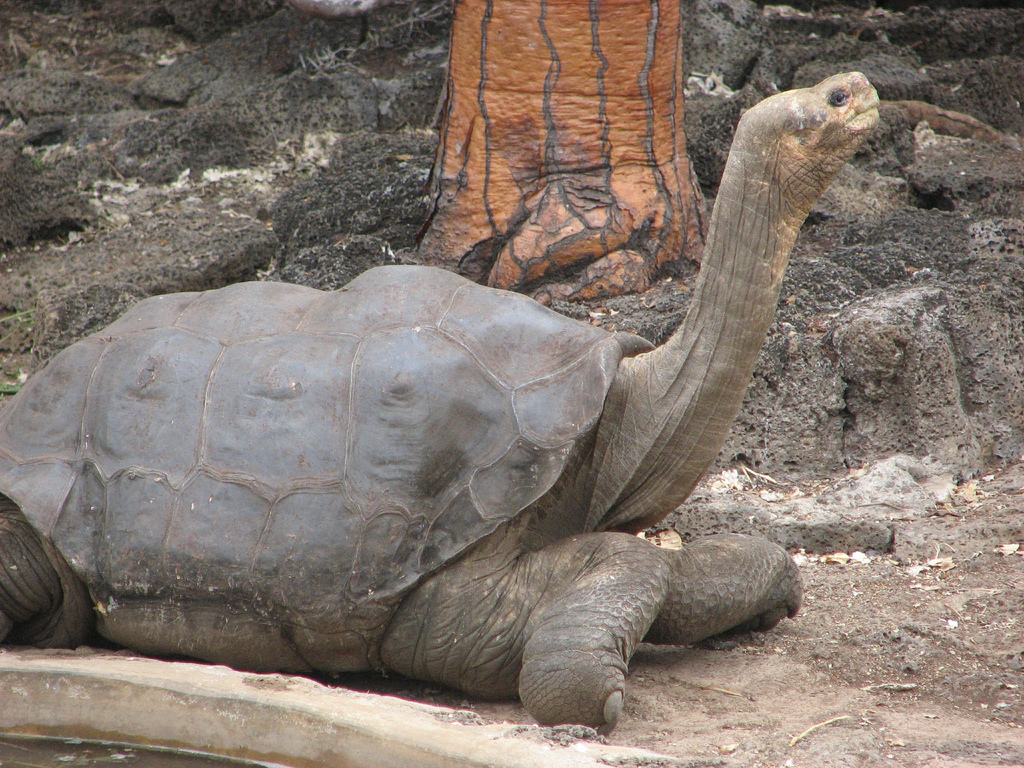
Samotny George

Na wyspie występował lokalny podgatunek żółwia słoniowego, Chelonoidis nigra abingdoni, który wymarł na skutek niekontrolowanych polowań w XIX i na początku XX wieku. Marynarze wykorzystywali schwytane żółwie słoniowe jako zapas żywności w długich rejsach, a kozy sprowadzone na wyspę zniszczyły ich naturalne środowisko. Ostatni osobnik z tego podgatunku, Samotny George, żył w ośrodku naukowo-badawczym na wyspie Santa Cruz od 1971 do 2012 roku. 
Na Pincie prowadzony jest pilotażowy program odtworzenia środowiska naturalnego, w ramach którego do 1999 roku usunięto zdziczałe kozy, a w lecie 2010 wprowadzono na wyspę 39 wysterylizowanych żółwi. Trzecia faza programu ma obejmować przywrócenie na wyspie płodnej populacji żółwi. Możliwe jest wykorzystanie w tym celu przedstawicieli innego podgatunku lub mieszańców podgatunku C. n. abingdoni, odkrytych w 2012 na zboczach wulkanu Wolf na Isabeli; żółwie te pochodzą prawdopodobnie od zwierząt przeniesionych z Pinty przez żeglarzy.